# Kimpflen
Kimpflen (westallgäuerisch: Khimbflə) ist ein Gemeindeteil der Gemeinde Röthenbach (Allgäu) im bayerisch-schwäbischen Landkreis Lindau (Bodensee).

## Geographie
Das Dorf liegt circa 1,5 Kilometer nördlich des Hauptorts Röthenbach und zählt zur Region Westallgäu.

## Ortsname
Der Ortsname stammt vom Wort chumphili ab, das die Verkleinerung vom althochdeutschen Wort chumph für Gefäß, Trog ist. Chumph ist ein Lehnwort vom mittellateinischen Wort cimpus, das der heutigen Wortfamilie für Napf oder Schale zuzuordnen ist. Der Name bezieht sich wohl auf einen Flurnamen, der die örtliche Geländeform beschreibt.

## Geschichte
Durch den heutigen Ort verlief wahrscheinlich die Römerstraße Kempten–Bregenz. Kimpflen wurde urkundlich erstmals im Jahr 1290 als Cumphilun erwähnt, als zwei Güter an das Kloster Mehrerau kamen. 1770 fand die Vereinödung in Kimpflen mit zwölf Teilnehmern statt. Der Ort gehörte einst dem Gericht Grünenbach in der Herrschaft Bregenz an.

## Baudenkmäler
- Siehe: Liste der Baudenkmäler in Kimpflen